# Curtis McMullen

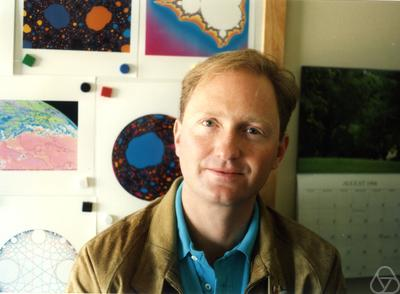
Curtis T. McMullen

Curtis Tracy McMullen (Berkeley, 21 mei 1958) is een Amerikaans wiskundige. Hij is hoogleraar aan de Harvard University. 
In 1998 kreeg hij een van vier Fields-medailles toegekend voor zijn werk op het gebied van de complexe dynamica, de hyperbolische meetkunde en de Teichmüller-theorie. Hij was de promotor van Maryam Mirzakhani, die in 2014 een Fields-medaille kreeg voor haar werk van dynamica en meetkunde van Riemann-oppervlakken en moduliruimtes.  